# Joshua Lederberg
Joshua Lederberg, född 23 maj 1925 i Montclair, New Jersey, död 2 februari 2008 i New York, var en amerikansk molekylärbiolog och genetiker.

## Biografi
Lederberg var professor vid Stanford University och gjorde banbrytande insatser inom bakteriegenetiken. För detta fick 1958 halva Nobelpriset i fysiologi eller medicin. Han delade priset med Edward L. Tatum och George Wells Beadle.
Förutom sitt bidrag till biologin gjorde Lederberg omfattande forskning inom artificiell intelligens. I detta ingick arbete vid NASA på experimentella program för att söka efter liv på planeten Mars och på det kemiska expertsystemet Dendral.